# 통영 미륵불사 석조보살좌상
통영 미륵불사 석조보살좌상(統營 彌勒佛寺 石造菩薩坐像)은 대한민국 경상남도 통영시 광도면 황리에 있는, 현존높이가 120cm가 넘는 석조상으로, 원래 머리 높이를 감안하다면 대형에 속하는 석조불상이다. 2005년 10월 13일 경상남도의 문화재자료 제379호로 지정되었다.

## 개요
본 불상은 현존높이가 120cm가 넘는 석조상으로, 원래 머리 높이를 감안하다면 대형에 속하는 석조불상이다. 정면향의 좌상으로 조각되어 있고, 후면은 별다른 새김 없이 둥근 원통형처럼 거칠게 조각되었다.
상반신은 나형으로, 어깨가 넓은 편이지만 신체에 비해 두터워 보이는 팔이나 가슴은 전체적으로 비대한 느낌을 준다. 숄처럼 걸친 천의가 양 어깨로 흘러내려 팔목을 한번 감아 아래로 흘러내리고, 가슴아래까지 올려 입은 군의는 띠로 묶어 정리하였다. 가슴에는 돋을새김의 영락장식이 있는데, 약간 넓은 띠형으로 그 사이를 일정한 간격으로 선각하여 장방형을 이루고, 그 아래에는 화형의 수식이 있다.
손은 크고 양감있게 조각되어 원래의 모습을 짐작케 하는데, 중지와 엄지를 구부린 오른손은 가슴에 위치하고, 왼손은 복전(腹前)에 위치하나, 양손 모두 손등을 바깥으로 보게 처리하였다. 팔목과 상박(上膊)에는 돋을새김의 장신구를 착용하였다. 장신구는 3단으로 양측단에 연주문을 돌렸다.
하반신은 마모가 워낙 심해 각을 한 흔적은 거의 남아 있지 않으며, 대좌에는 앙련판(仰蓮瓣)의 새김이 희미하게 남아 있으나 구체적인 형상은 파악하기가 힘들다.

## 지정 사유
본 석조상은 頭部가 後補되어 원래의 도상을 파악하는데 어려움이 있으나 장신구나 法衣 처리 등으로 보아 보살상으로 보는 것이 타당하고, 조형기법으로 보아 14～15세기 작품으로 추정되므로 문화재자료로 지정한다.

## 참고 문헌
- 통영 미륵불사 석조보살좌상 - 국가유산청 국가유산포털